# Job von Witzleben (général, 1783)
Karl Ernst Job Wilhelm von Witzleben (né le 20 juillet 1783 à Halberstadt; † 9 juillet 1837 à Berlin), seigneur de Liszkow et de Lietzensee, est un général prussien. Ami d'enfance et proche conseiller de Frédéric-Guillaume III, il poursuivit l’œuvre de Scharnhorst en professionnalisant la Landwehr et modernisa l'armement en tant que chef de cabinet du ministre de la guerre. Prématurément diminué par la maladie, il exerça néanmoins ses fonctions jusqu'en 1835.

## Famille
Job von Witzleben est issu de la famille von Witzleben (de) de Thuringe. Il est le premier des sept enfants du major général prussien Heinrich Günther von Witzleben (de), seigneur d'Angelroda et d'Elgersburg, et d'Amalie Caroline Luise Wilhelmine, baronne de Wulff, dame de Füchteln, née en 1783 à Halberstadt.
Il se marie le 29 mars 1812 avec Auguste Henriette von Splittgerber (morte le 25 juin 1858). De ce mariage sont issus, parmi un total de huit enfants :
- Job Wilhelm David Karl Heinrich (né le 4 août 1813 et mort le 21 avril 1867), major général, marié avec Marie Hossauer (née le 30 mai 1828 et morte le 17 février 1876)
- Hertha (née le 6 août 1815 et morte le 11 novembre 1879) mariée en 1844 avec Edwin von Manteuffel, maréchal-général
- Thekla (née en 1816 morte jeune)
- Adelheid (née en 1817 morte jeune)
- Friedrich Wilhelm Job Erik (né le 15 août 1819 et mort le 25 décembre 1878), colonel et commandant du 3e bataillon de chasseurs à pied (de), marié avec Marie Wilhelmine Franziska Sophie von Ribbeck (née le 7 août 1824)
- Berthold Heinrich Günther Job (né le 30 octobre 1820) marié en 1850 avec Klara Wilhelmine Franziska von Werder (née le 5 juillet 1821)
- Job Wilhelm Karl David Adelger (né le 12 février 1823 et mort le 1er février 1867) marié en 1851 avec Karoline Luise Thekla Mathilde von Ribbeck (née le 6 mars 1830 et morte le 6 février 1879)
- Davida Ludovika Sophie Emilie (née le 29 décembre 1824 et morte le 25 novembre 1895) mariée avec Heinrich von Massow (1810-1896), major général et commandant de Neisse.

## Carrière militaire
Witzleben, élevé à la cour de Prusse comme page du roi Frédéric-Guillaume II depuis 1793, suivit son prince dans la Garde prussienne comme enseigne en 1799. L'amitié du futur Frédéric-Guillaume III s'exprimait déjà par l'octroi d'une pension de 100 thalers.
Comme beaucoup d'officiers prussiens, Job von Witzleben s'engagea dans la franc-maçonnerie, dans la loge „Teutonia zur Weisheit“ de Potsdam, de l'obédience de la Grande Loge des anciens maçons libres et acceptés d'Allemagne Zu den drei Weltkugeln (GNML 3WK).
Capturé par les Français au cours de la bataille d'Iéna, le lieutenant Witzleben bénéficia d'un échange de prisonniers au mois d'août 1807. Son manifeste Idées sur la réorganisation de l'infanterie, consacré au service militaire, retint l'attention de Scharnhorst, qui le fit nommer en décembre 1808 capitaine du nouveau régiment des chasseurs de la Garde. Promu commandant au début de 1812, Witzleben combattit à Lützen. Élevé au grade de lieutenant-colonel pendant la Campagne de France, il fut rappelé au printemps 1815 auprès de l'État-major du maréchal Blücher et prit le commandement provisoire de l’État-major de la Confédération germanique avec le grade de colonel.
Après les traités de Vienne, Witzleben reçut la charge d'inspecteur des chasseurs, et l'année suivante celle de directeur du 3e bureau du ministère de la Guerre. Élevé directement au grade de général de division en 1818, il devint l'aide de camp du roi Frédéric-Guillaume III et chef du cabinet militaire, institution spécifiquement prussienne qui avait à connaître de toutes les affaires civiles et militaires en temps de guerre. Witzleben s'imposa année après année comme le plus proche conseiller du roi de Prusse.
Général de corps d'armée en 1821, Witzleben prit la succession du ministre Hake en 1833 et s'affaira surtout à l’intégration de la Landwehr à l'armée régulière ; mais son action est surtout marquée par l'équipement systématique des troupes avec les premiers fusils à chargement par la culasse. Dans la continuité des idées de Scharnhorst, il ordonna la réforme des tribunaux militaires.
Witzleben était un excellent violoniste. Gioachino Rossini lui dit un jour gracieusement : « C'est dommage que vous soyez un soldat ; comme musicien, vous étiez appelé à de grandes choses. »
Valétudinaire depuis 1824, Job von Witzleben fut mis à la retraite en 1835 et mourut le 9 juillet 1837 à Berlin, où le roi lui fit édifier une magnifique sépulture dans le cimetière des Invalides, non loin de celle du général Scharnhorst. Le général Gustav von Rauch, qui lui succéda au ministère, sera lui-même inhumé dans le même carré C en 1841.

## Postérité

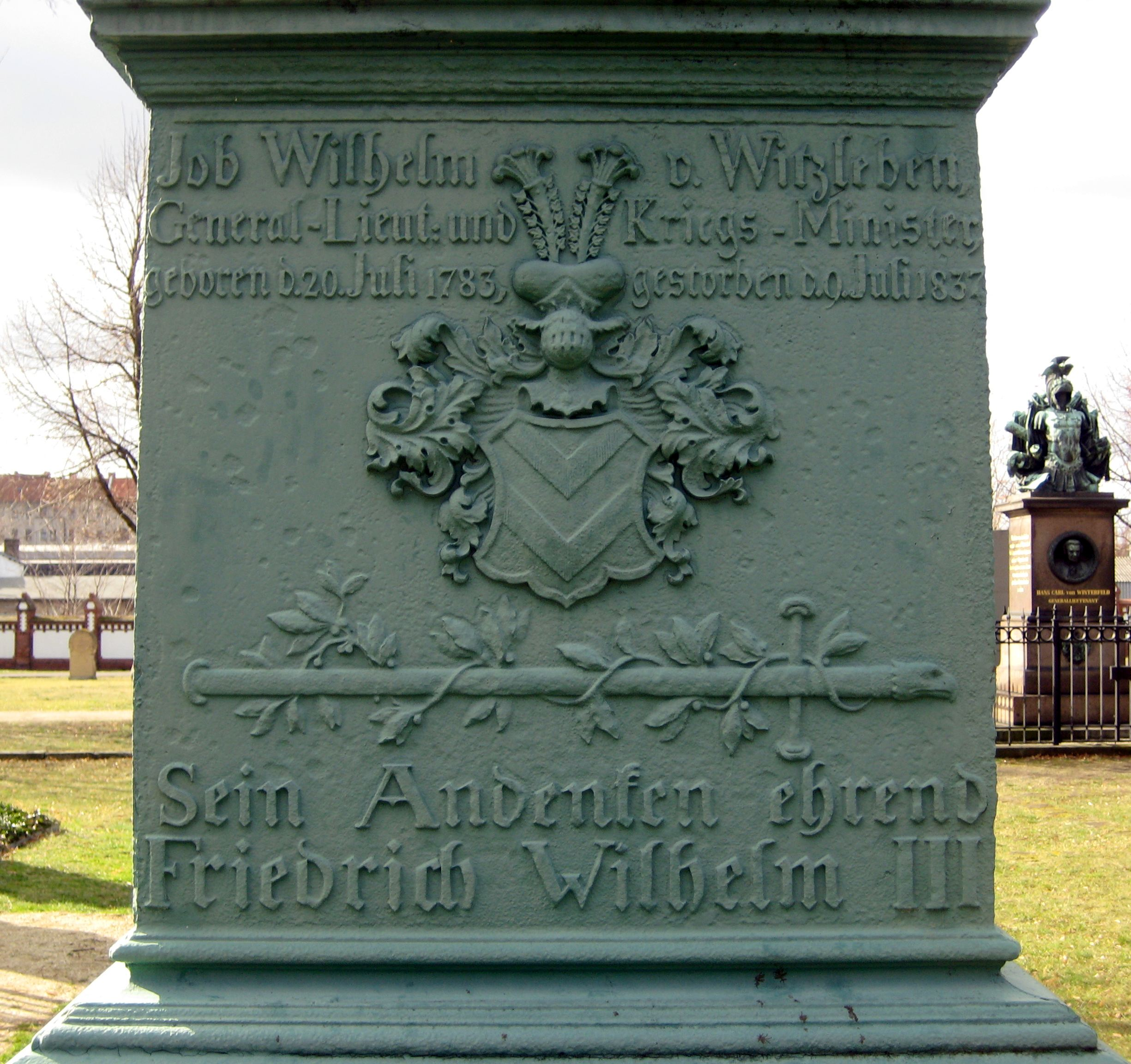
Détail de la stèle.

Outre son magnifique tombeau, son action dans l'armée prussienne est commémorée à Berlin par une rue Witzleben, une Witzlebenplatz et un Witzlebenpark.
Avec la gratification de 20 000 thaler que le roi lui avait octroyée en 1823, Witzleben racheta le lac de Lietzensee à Charlottenbourg, où il fit aménager sa résidence d'été, entourée d'un manifique parc. En 1827, son zèle en faveur de la ville lui valut la dignité de citoyen d'honneur de Charlottenbourg. Tout le quartier où il fit aménager son domaine porte aujourd’hui le nom de Berlin-Witzleben (de), bien que les riverains se soient prononcés en 2002 contre le fait de rebaptiser la gare de Berlin Messe Nord/Internationales Congress Centrum en  Witzleben. La famille du général revendit le domaine en 1840. Une société immobilière aménagea en 1899 une zone résidentielle autour du parc de Lietzensee (de).
Le domaine de Liszkow, d'une superficie de 2 676 ha et comprenant les terres de Witzleben, Augustenhof, Jobshöhe, Marienau et Erikfelde, que le roi de Prusse lui avait attribué à Wirsitz en Posnanie, n'est plus propriété de la famille depuis la fin de la Deuxième guerre mondiale.